# 43574 Joyharjo
43574 Joyharjo è un asteroide della fascia principale. Scoperto nel 2001, presenta un'orbita caratterizzata da un semiasse maggiore pari a 2,6109925 au e da un'eccentricità di 0,2113340, inclinata di 5,13274° rispetto all'eclittica.